# Potentilla tauricola
Potentilla tauricola är en rosväxtart som beskrevs av H. Pesmen. Potentilla tauricola ingår i Fingerörtssläktet som ingår i familjen rosväxter. Inga underarter finns listade i Catalogue of Life.